# Balg (Baden-Baden)
Balg (mundartlich Balli) ist ein Stadtteil der kreisfreien Stadt Baden-Baden in Baden-Württemberg. Der Ortsname ist abgeleitet von zu belgan: Ort der an einer Erdanschwellung/Bodenerhebung liegt.

## Geographie
Balg hat 1332 Einwohner und liegt auf einer Höhe von 205,5 m ü. NN am Übergang der Vorbergzone zum Nordschwarzwald. Der Stadtteil befindet sich an der Nordwestseite des 375 m hohen Hardbergs.

## Geschichte
Die Römer müssen bereits an diesem Ort gesiedelt haben, denn Überreste eines römischen Gehöfts fanden sich ebenso wie ein Votivstein (Weihestein), der dem Gott Mercurius, dem altrömischen Gott des Handels und Gewerbes geweiht worden war.
Die erste urkundliche Erwähnung des Ortes stammt aus dem Jahr 1288; Unter Historikern ist strittig, ob Balg damals von den Grafen von Eberstein vereinnahmt worden war, wofür die beiden  Rosen im Ortswappen sprechen würden, oder ob von jeher die Markgrafen von Baden ihre Herrschaft ausgeübt hatten.
Balgs Besonderheit im 18. und 19. Jahrhundert war die Weißerde, die in einem weit verzweigten unterirdischen Stollensystem abgebaut wurde und für die Herstellung von Tonwaren, die in Haueneberstein, Durlach und Straßburg gefertigt wurden, verwendet wurde.
Im 19. Jahrhundert wurde der aufwendige Untertage-Abbau wieder aufgegeben und die Belieferung der keramischen Manufakturen in Durlach und dem angrenzenden Elsass musste eingestellt werden.
Ebenfalls bekannt ist aus dem 18. Jahrhundert, dass in Balg Wein kultiviert wurde. Der zur Schnapsherstellung nötige Obstbaum-Bestand (Streuobstwiesen) prägt bis heute das Landschaftsbild.
Seit einigen Jahrzehnten befinden sich ein Schäfereibetrieb sowie ein Reiterzentrum auf der Balger Gemarkung.
Der flächenmäßig kleinste Stadtteil Baden-Badens wurde am 1. April 1939 durch den Eingemeindungsbescheid des Reichsstatthalters der Kurstadt unterstellt.

## Einrichtungen

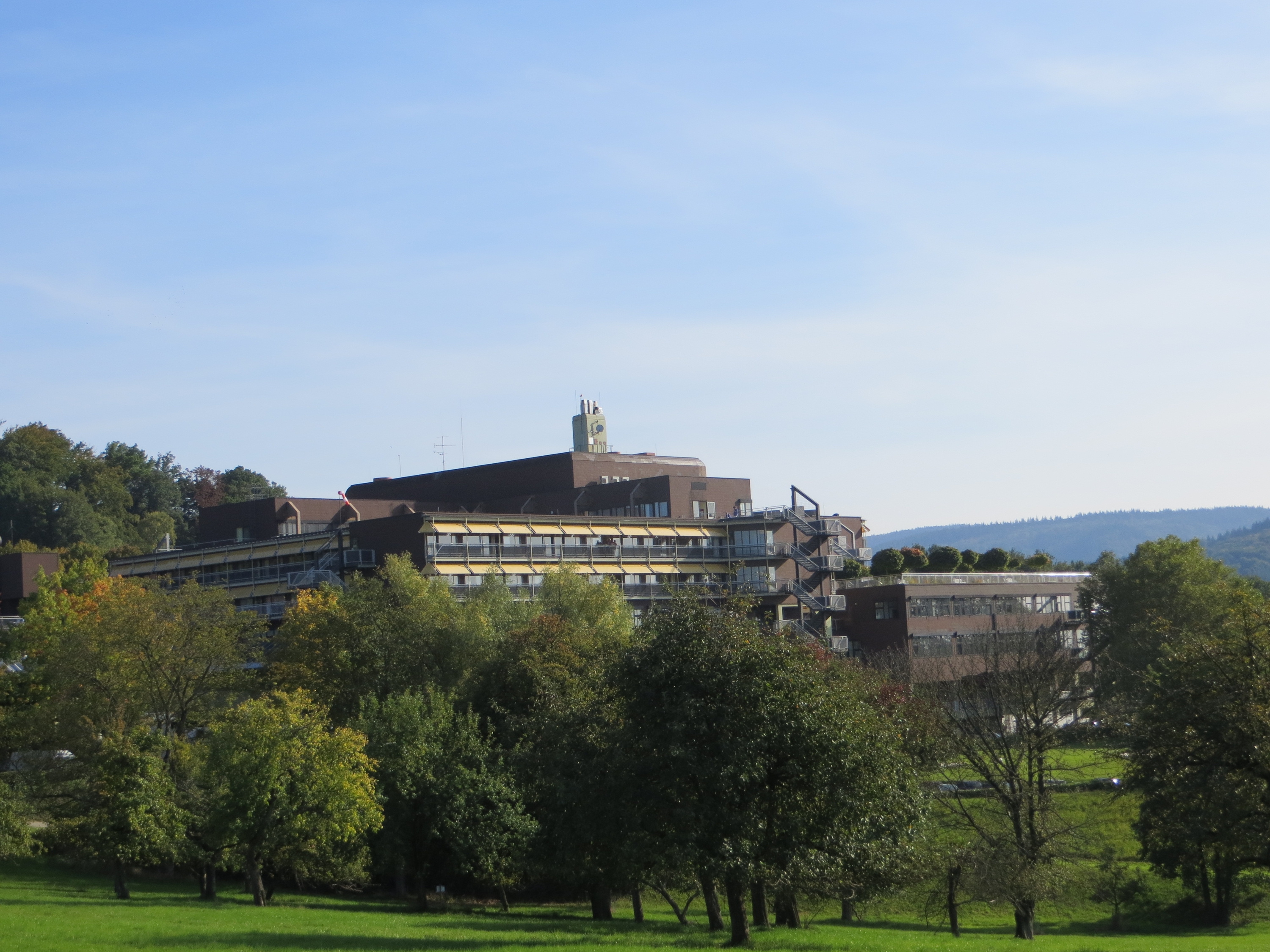
Klinikum Mittelbaden Baden-Baden Balg

- Klinikum Mittelbaden Baden-Baden Balg (ehemals Stadtklinik Baden-Baden)
- Reiterzentrum Baden-Baden-Balg
- Grundschule Balg
- Kindergarten St. Felix
- Freiwillige Feuerwehr Balg